# 伊凡·彼得罗维奇·普龙斯基-瑞宾
伊凡·彼得罗维奇·普龙斯基－瑞宾（俄语：Иван Петрович Пронский-Рыбин，—1682年後）是留里克王朝的王室成員以及波雅尔和沃伊沃德，俄罗斯沙皇國军人和政治人物。彼得·伊万诺维奇·普伦斯基的小儿子。